# Geling Yan
Geling Yan (16 de novembre de 1958) és una escriptora nascuda a Xangai, de nacionalitat nord-americana, autora d'una gran quantitat de novel·les, relats curts i guions. Moltes obres seues s'han adaptat als mitjans audiovisuals. En l'actualitat, la representa l'agència literària Peony amb seu a Hong Kong.

## Biografia

### Primers anys
Yan nasqué a Xangai, Xina, al 1959. És la segona filla de Yan Dunxun i Jia Lin. Té un germà major, anomenat Yan Geping (严歌平). Son pare fou alumne del Col·legi d'Arquitectura de la Universitat de Tongji.
Yan comença a exercir-se com a ballarina als dotze anys. Serveix en l'Exèrcit Popular d'Alliberament durant la Revolució Cultural Xinesa al Tibet i després com a periodista en el marc de la Guerra sinovietnamita, i hi aconseguí un rang de tinenta coronela.

### Carrera
Publicà la seua primera novel·la al 1985. És autora de novel·les com The Banquet Bug i The Lost Daughter of Happiness, així com d'una popular col·lecció d'històries titulada White Snake and Other Stories.
Moltes obres seues s'han adaptat a la gran pantalla, com ara Xiu Xiu: The Sent-Down Girl, film dirigit per Joan Chen i protagonitzat per Li Xiaolu, i Siao Yu, dirigida per Sylvia Chang i escrita per Ang Lee i l'autora mateixa. Zhang Yimou, director de famoses pel·lícules com To live! i La llanterna roja, adaptà la seua novel·la 13 Flowers of Nanjing per a la pantalla gran amb el títol Les flors de la guerra, i la seua pel·lícula Coming Home es basà en la novel·la de Yan The Criminal Lu Yanshi. Yan ha treballat en altres guions, com ara una biografia de Mei Lanfang, estrella de l'òpera de Pequín, per al director xinés Chen Kaige. Al 2009 es produí una sèrie de televisió a la Xina titulada The Epic of a Woman, basada en la novel·la del mateix nom de Yan. Es transmeté durant 44 episodis per la cadena Jiangsu Television i hi participaren actors com Zhao Wei i Liu Ye.
L'autora és membre d'associacions d'escriptors tant dels Estats Units com de la Xina. Yan té un grau en literatura de la Universitat de Wuhan i un màster en belles arts del Col·legi de Colúmbia a Chicago.

## Bibliografia

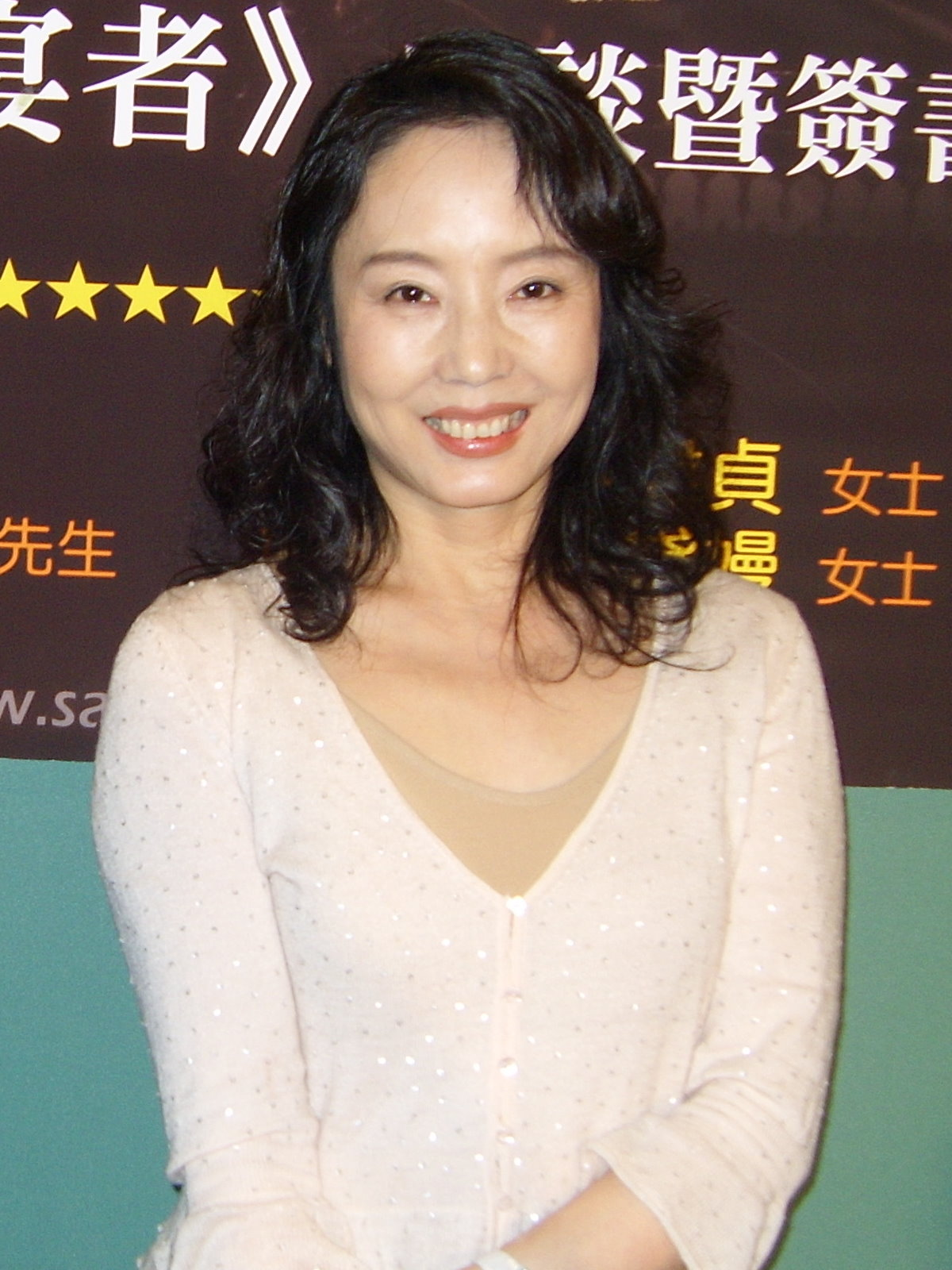
L'autora el 2008

### Novel·les publicades en anglés
- The Banquet Bug (escrita en anglés, publicada com The Uninvited al Regne Unit)
- The Lost Daughter of Happiness (títol en xinès: Fusang 《扶桑》)
- The Flowers of War (títol en xinés: Jinling shisan chai 《金陵十三钗》)
- Little Aunt Crane (títol en xinés: Xiaoyi Duohe 《小姨多鶴》)
- The Criminal Dl. Yanshi (adaptada a una pel·lícula titulada Coming Home)

### Novel·les publicades en xinés
- 芳华（Youth）

### Històries curtes publicades en anglés
- The Landlady
- Disappointing Returns
- White Snake and Other Stories